# Бэд Бойз
Бэд Бойз — советская рок-группа, основанная музыкантом Игорем Загородновым и поэтом Александром Мальцевым  в Челябинске-70 в 1984 году. Известна была в первую очередь текстами антисоветской диссидентской направленности и песенными пародями на творчество независимых советских рок-групп 1980-х. На творчество группы оказали влияние группы «ДК», «ДДТ» и «Облачный край», а также Александр Новиков. Их первый альбом «Гимн» был включён в книгу Александра Кушнира «100 магнитоальбомов советского рока».

## История группы
Об Александре Мальцеве доподлинно известно мало информации: единственное, что рассказывали очевидцы, так это то, что он работал монтером в телефонной службе, зимой убирал снег на очистительной машине «Коммунист» и носил длинные волосы, а первая фамилия Мальцева была Фиксшимель. До создания группы он уже имел проблемы с КГБ.
До группы «Бэд Бойз» Мальцев экспериментировал в жанре конкретной музыки и spoken word, используя фрагменты записей других исполнителей. Позже этот стиль у него переняли его земляки, группа «Братья по разуму», с которыми Мальцев также общался.
Группа была основана в 1984 году после знакомства Мальцева с Загородновым. Их знакомство произошло случайно на одной частной вечеринке задолго до создания группы и записи альбомов. Оба придерживались антикоммунистических взглядов и это подтолкнуло их к идее высказаться через творчество. Через некоторое время Загородновым было предложено создать музыкальный проект, который впоследствии назвали «Бэд Бойз».
Летом 1985 года на репетиционной базе группы «Имидж» в ДК «Октябрь» началась запись первого альбома «Гимн (Посвящение ДК и ОК)», первая часть которого была названа «посвящением ДК», а вторая — «Облачному краю». На деле же большинство песен являлись пародиями на творчество данных коллективов, а тексты Мальцева воспевали в сатирическом ключе обманутых ветеранов, комсомольцев, правоохранительные органы и советскую эстраду. Песни были признаны антисоветскими. В записи альбома использовались синтезаторы, ритм-бокс, а также гитара в нескольких композициях. В записи, помимо Мальцева и Загороднова, участвовали гитарист Олег Садовников, клавишник «Телевизора» Игорь Бабанов и звукорежиссер Дмитрий Загороднов.
После выхода альбома «Гимн» группой заинтересовался КГБ, и второй альбом «Фронт» при записи был разделен на 2 части — «электричество» и «акустика». Первоначально предполагалось записать полностью «электрический» альбом, но помешала случайность. Поэтому «акустика» была записана дома у Сергея Котегова на обычный «катушечник». «Фронт» был доставлен в Москву (Игорем Шапошниковым группа «Братья по разуму» по просьбе Загороднова), где альбом уже ждали поклонники.
После записи альбома «Фронт» в 2 мая 1986 года участники были взяты спецслужбами. Мальцев покинул Челябинск-70 ему была предоставлена такая возможность. Вернулся в город он уже в конце 1980-х, с приходом перестройки, и работал на кабельном телевидении. Музыкой больше не занимался. 17 марта 1996 года Александра Мальцева не стало. Похоронен он в г. Снежинске (Челябинск-70).
Загороднов на год попал на «визиты» к сотрудникам КГБ. Его уговаривали отказаться от причастности к записи и авторства песен альбома, а потом и к «сотрудничеству» на благо Родины. Ничем это не закончилось. Загороднова отпустили и он вернулся к нормальной жизни.

## Состав
- Александр Мальцев — вокал, тексты (1984—1986)
- Игорь Загороднов — синтезатор, клавишные ритм-бокс (1984—1986)
- Олег Садовников — гитара (1985, 1986)
- Дмитрий Загороднов — звукорежиссер (1986)
- Игорь Бабанов — синтезатор, клавишные (1985)

## Дискография
- «Гимн (Посвящение ДК и ОК)» (1985)
- «Фронт» (1986)